# 프로세서 제어 영역
프로세서 제어 영역(PCR : Processor Control Region)은 현재 프로세서에 대한 정보를 보유하는 윈도우 커널 모드 데이터 구조체이다. 이것은 fs 세그먼트 레지스터를 통해 접근할 수 있다.

## 구조
C와 C++에서 PCR은 KPCR로 알려져 있다. 이것은 현재 프로세서에 대한 정보를 보유한다.

## 프로세서 컨트롤 블록
PCR은 Processor Control Block (KPRCB)으로 불리는 하위 구조체를 포함한다. 이것은 CPU 스텝이나 현재 스레드의 스레드 객체에 대한 포인터를 포함한다.

## 같이 보기
- 프로세스 환경 블록
- 프로세스 제어 블록